# Пролетарская улица (Иваново)
Пролета́рская у́лица — улица города Иванова. Располагается в Ленинском районе. Начинается от улицы Смирнова и идёт в северном направлении до улицы Сакко. Пересекается с улицами: Смирнова, Ремизная, 10 Августа, Суворова, переулками: Столярный, Запольный.

## Происхождение названия
Улица находится на месте бывшего посёлка Новая Рылиха. Посёлок возник на надельной земле крестьян бывшей деревни Рылихи, существовавшей с начала XVII века.

Современная улица сложилась из объединения Боголюбовской улицы и Гарелинского переулка.

Боголюбовская улица получила своё название в 1915 году. В 1927 году переименована в Пролетарскую как ведущая к жилому поселку «Пролетарский текстильщик», построенному в годы первой пятилетки.

Гарелинский переулок получил своё название 1915 году по фамилии фабрикантов Гарелиных. В 1927 году переименован в Пролетарский. В 1951 году присоединён к Пролетарской улице.

## Архитектура
Основную часть застройки составляют многоэтажные жилые дома советской планировки. Имеются одноэтажные, частные дома.

## Транспорт
На улице нет линий общественного транспорта.
Летом 2011 года впервые был осуществлен капитальный ремонт дорожного полотна.

## Фотографии
- На перекрёстке с улицей Суворова